# Popular Science

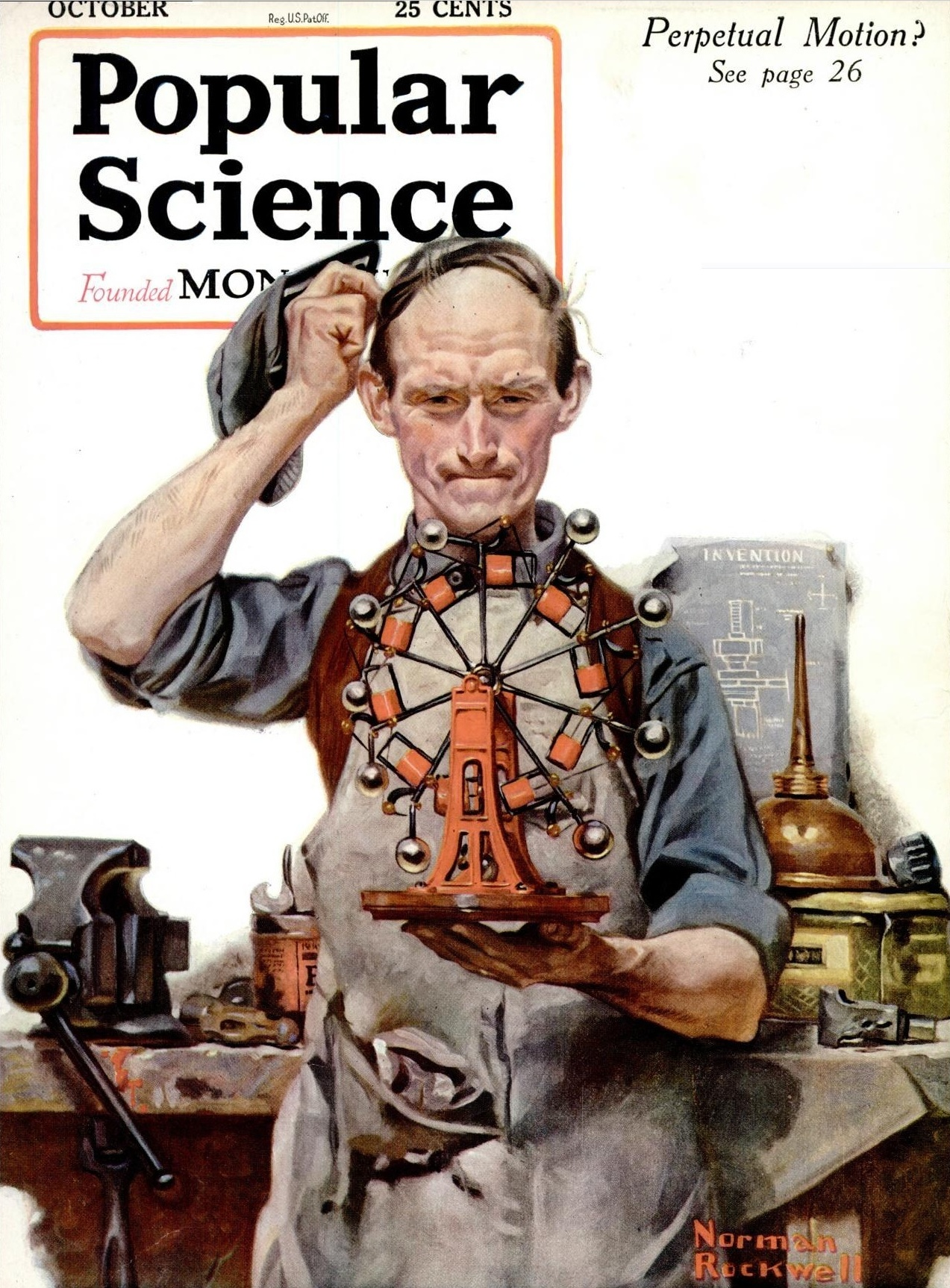
Capa da edição de outubro de 1920, arte de Norman Rockwell.

Popular Science é um revista estadunidense publicada mensalmente, fundada em 1872, contendo artigos para o público em geral sobre ciência e tecnologia em geral.
A revista é publicada no Brasil desde setembro de 2011.